# EHC Bülach
L'Eis-Hockey-Club Bülach, abbreviato EHC Bülach, o, localmente, Büli, è una squadra svizzera di hockey su ghiaccio, avente sede nell'omonima città, nel Canton Zurigo. La compagine, fondata nel 1942, gioca le sue partite di casa nel Centro sportivo di Hirslen, con una capienza di 3'000 posti.

## Palmarès

### Competizioni nazionali
Campionato femminile svizzero: 1
Campionato di Prima Lega: 1: 2011-12